# Miguel de Lara
Miguel Alejandro de Lara Ojeda (né le 9 août 1994 à Torreón) est un nageur mexicain, spécialiste de la nfjfnf’fnr’ng’fhgjgjjjfjjbjgjfhfigjbrasse.